# زبیگنیو بویاک
زبیگنیو بویاک (انگلیسی: Zbigniew Bujak؛ زادهٔ ۲۹ نوامبر ۱۹۵۴) سیاستمدار، و سندیکایی اهل لهستان است.

## فعالیت‌ها
زبیگنیو بویاک به عنوان کارشناس ارشد کارخانه تراکتور اورسوس در نزدیکی ورشو، لهستان در سال ۱۹۸۰ کار می‌کرد که با فعالان اتحادیه کارگری مشغول به فعالیت شد و در جریان اعتصاب، کمیته‌های اعتراضی را در این کارخانه سازمان داد.
بویاک در سپتامبر ۱۹۸۰ رئیس شورای همبستگی ورسای شد که یکی از معدود سران این شورا بود که پس از پیروزی نظامی لهستان در سال ۱۹۸۱ دستگیر نشد.
سپس به یکی از جنبش‌های زیرزمینی پیوست و رهبری آن را به عهده گرفت که در زمینه مطبوعات و رادیو فعالیت می‌کردند. در نهایت در سال ۱۹۸۶ دستگیر شد و در جریان عفو عمومی آزاد شد. در دهه ۱۹۹۰ او به احزاب لیبرال سیاسی از جمله جنبش شهروندان برای اقدام دموکراتیک پیوست.
او دریافت کننده جایزه حقوق بشر رابرت اف کندی سال ۱۹۸۶ می‌باشد.